# Городковский сельсовет (Шаховской район)
Городковский сельсовет — упразднённая административно-территориальная единица Московской губернии и Московской области/ Упразднена в 1939 году.

## История
Городковский сельсовет возник в первые годы советской власти. По данным 1922 года он входил в состав Судисловской волости Волоколамского уезда Московской губернии.
В 1927 году из Городковского с/с был выделен Княже-Горский с/с.
В 1929 году Городковский с/с был отнесён к Шаховскому району Московского округа Московской области. При этом к нему был присоединён Княже-Горский с/с.
17 июля 1939 года Городковский с/с был упразднён, а его территория в полном составе передана в Ядровский с/с.

## Состав
По данным 1926 года в состав сельсовета входили 4 населённых пункта — Городково I, Городково II, Княжьи Горы, Н. Шестаково, а также 1 хутор, 3 будки (Кн. Горы 157 км ж.д., Кн. Горы 158 км ж.д., Кн. Горы 173 км ж.д.), по одной казарме (Кн. Горы 163 км ж.д.), полуказарме (Кн. Горы 159 км ж.д.) и разъезду (Муриково, современный посёлок Муриковский Разъезд).